# Paccius mucronatus
Paccius mucronatus är en spindelart som beskrevs av Simon 1898. Paccius mucronatus ingår i släktet Paccius och familjen flinkspindlar.
Artens utbredningsområde är Madagaskar. Inga underarter finns listade i Catalogue of Life.